# Victor Flogny
Eugène Victor de Flogny est un général de cavalerie de l'armée française et un peintre, ancien élève d'Eugène Delacroix. Il est né à Auxerre le 7 mai 1825, de Germain de Flogny et de Marguerite Bauque. Il se maria en 1851 avec Léonie-Antoinette Bastide, fille d'un capitaine d'habillement, dont il aura dix enfants dont huit fils (la plupart portant un prénom chrétien et un prénom musulman).
Le général de Flogny est décédé de fièvre pernicieuse, le 15 septembre 1879, dans sa propriété de Debidid, près de Duvivier (Bouchegouf) en Algérie.

## Carrière militaire et états de service
Élève à St Cyr 13 novembre 1843, où il fit une bonne scolarité (élevé d'élite 5 avril 1844), il sort sous-lieutenant (le 1er octobre 1845) pour être affecté au 12e régiment de chasseurs à cheval (1er octobre 1845). Apres l'école de cavalerie, Deux  ans plus tard, il est muté au 2e régiment de chasseurs d'Afrique, y devient lieutenant (1849), capitaine (1851), et passe avec son grade au 2e régiment de spahis algériens (1853).
Nommé chef d'escadrons au 5e régiment de chasseurs à cheval (1858), il passe au 3e Sphahis en février 1862 et devient commandant du cercle de Tebessa, dans le Constantinois (2 mai 1862). Lieutenant-colonel en 1864, il devient commandant supérieur du cercle de Guelma sur la frontière tunisienne, le 7 février 1866. 
Nommé colonel du 5e régiment de hussards en 1869, le régiment est alors en garnison à Rennes avant de se déplacer à Paris : il participe avec ce régiment à la guerre franco-prussienne de 1870, débarque en Lorraine et entre dans le Palatinat Bavarois à l'occasion d'un raid du 5e Hussards sur Bebelsheim. Intégré au 5e Corps (général de Failly), il est prisonnier de guerre à Sedan, le 3 septembre 1870.
Rentré de captivité le 12 mars 1871, le colonel de Flogny en permission, prend rapidement (24 avril 1871) le commandement du 3e régiment de chasseurs d'Afrique devant la gravité de l'insurrection algérienne de 1871. Le colonel de Flogny commande la colonne de Milah et de Sétif en juillet 1871, la brigade expéditionnaire de la Kabylie orientale en août et la colonne des Aurès en septembre. 
Le 4 novembre 1874, il est promu général de brigade, inspecteur général du 17e arrondissement de cavalerie et ensuite la subdivision de Tlemcen le 15 juillet 1875, puis inspecteur général du 13e arrondissement de cavalerie (juin 1877). Après quelques problèmes de santé, le général de Flogny venait de prendre le commandement de la subdivision de Constantine, le 16 août 1879, quand il succomba à un accès de fièvre pernicieuse le 14 septembre 1879.
Le général de Flogny est chevalier de la Légion d'Honneur le 29 décembre 1860, officier le 18 août 1867, Commandeur le 14 janvier 1872. Par ailleurs il avait été autorisé à accepter et à porter la médaille de nicham iftikar (Tunisie Mohamed Sadok) par décret impérial du 19 décembre 1865.

## Peintre
Parallèlement à sa carrière militaire, Eugène Victor de Flogny se fit aussi un nom comme peintre. Ancien élève d'Eugène Delacroix, il réalisa de nombreux tableaux et fut exposé au Salon de 1869 à 1876. Après avoir été influencé par l'école de Barbizon, il se spécialisa dans les scènes militaires (Spahis en vedette et le général Randon châtie les O-si-Yohia, en 1869) et sur les sujets inspirés de l'Algérie (Habitation du marabout Li-Hadj-Mbarek ou Mabrouka, mulâtresse de Tébessa, 1876), cavalier Chaouia 1865 (Gros et Delttrez 2008), le Village nègre à Tébessa 1876.
Intime de la Maison d'Orléans, il exécuta nombre de portraits des enfants de France, dont un portrait de Robert, duc de Chartres (Vente des Collections de Mgr le Comte de Paris, Sotheby's Monaco, 1996).